# Спільний ресурс
Спільний ресурс (англ. shared resource або network share) — це комп’ютерний ресурс, який надається одним хостом для доступу іншим хостам у комп’ютерній мережі. Це може бути пристрій або інформація на комп’ютері, до яких можна віддалено отримати доступ з іншого комп’ютера прозоро, ніби це ресурс на локальній машині. Спільне використання ресурсів у мережі забезпечується міжпроцесною комунікацією через мережу.

## Приклади спільних ресурсів
До прикладів спільних ресурсів належать:
- Комп’ютерні програми
- Дані
- Пристрої зберігання
- Принтери

Наприклад, спільний доступ до файлів (також відомий як спільне використання дисків або папок), принтерів, сканерів тощо. Такий ресурс може називатися спільним диском, папкою або документом.

## Поширені файлові системи та протоколи
Спільні ресурси можуть використовувати різні файлові системи та мережеві протоколи, які визначають, як дані зберігаються, передаються і обробляються між пристроями в мережі. Ось деякі з найпоширеніших:
- SMB / CIFS (Server Message Block / Common Internet File System) — протокол, який найчастіше використовується в Windows для спільного доступу до файлів і принтерів. Він також підтримується іншими ОС, зокрема через Samba в Unix-подібних системах.
- NFS (Network File System) — протокол, який зазвичай використовується в Unix і Linux для спільного доступу до файлових систем через мережу.
- AFP (Apple Filing Protocol) — протокол, що використовувався в macOS для мережевого обміну файлами. Зараз поступово витісняється SMB.
- FTP (File Transfer Protocol) — хоч це і не протокол «спільного доступу» у класичному розумінні, FTP все ще широко використовується для передачі файлів між системами, особливо через Інтернет.
- WebDAV (Web Distributed Authoring and Versioning) — розширення HTTP, яке дозволяє створювати, змінювати та переміщати документи на сервері, зазвичай використовується в хмарних службах.
- iSCSI (Internet Small Computer Systems Interface) — дозволяє клієнтам (ініціаторам) віддалено підключатися до дисків, які представлені як локальні пристрої зберігання.
- FCoE (Fibre Channel over Ethernet) — ще одна технологія для передачі даних між серверами та системами зберігання даних через Ethernet, частіше використовується у дата-центрах.

Ці протоколи мають різні особливості, продуктивність і рівні підтримки безпеки, і вибір між ними залежить від операційної системи, масштабів мережі та конкретних потреб користувача чи організації.

## Іменування та відображення
Клієнтські комп’ютери можуть отримувати доступ до спільних ресурсів за допомогою певної схеми іменування, наприклад, універсальної схеми іменування (UNC), яка використовується в операційних системах DOS і Windows. Це дозволяє звертатися до мережевого ресурсу за адресою:
```
\\ім'я_сервера\ім'я_ресурсу

```

де ім'я_сервера — це WINS-ім’я, DNS-ім’я або IP-адреса серверного комп’ютера, а ім'я_ресурсу може бути назвою папки, файлу або шляхом до них. Спільна папка може мати ім’я, відмінне від локального імені папки на сервері. Наприклад, \\server\C$ зазвичай позначає диск C: на машині з Windows.
Спільний диск або папка часто відображається на клієнтському комп’ютері, тобто їй призначається літера диска на локальному ПК. Наприклад, літера диска H: зазвичай використовується для домашнього каталогу користувача на центральному файловому сервері.

## Питання безпеки
Мережевий ресурс може стати вразливим з точки зору безпеки, якщо доступ до спільних файлів отримують особи, які не повинні мати до них доступу. Багато комп’ютерних черв’яків поширювалися через мережеві ресурси. Мережеві ресурси можуть споживати значну пропускну здатність у мережах з низькою швидкістю доступу. Через це спільний доступ до принтерів і файлів зазвичай забороняється міжмережевими екранами для комп’ютерів за межами локальної мережі або корпоративного інтранету. Однак за допомогою віртуальних приватних мереж (VPN) спільні ресурси можуть бути безпечно доступні для авторизованих користувачів за межами локальної мережі.
Мережевий ресурс зазвичай надається іншим користувачам шляхом позначення будь-якої папки або файлу як спільного або зміни дозволів файлової системи чи прав доступу у властивостях папки. Наприклад, файл або папка можуть бути доступні лише одному користувачу (власнику), системним адміністраторам, певній групі користувачів або всім зареєстрованим користувачам. Точна процедура залежить від платформи.
У версіях операційних систем для домашнього та малого офісного використання може бути спеціальна попередньо спільна папка, доступна для всіх користувачів з обліковим записом і паролем на локальному комп’ютері. Мережевий доступ до цієї папки можна увімкнути. У англійській версії Windows XP Home Edition така папка називається "Shared Documents", зазвичай з шляхом C:\Documents and Settings\All Users\Documents. У Windows Vista та Windows 7 вона називається "Public Documents", зазвичай з шляхом C:\Users\Public\Documents.

## Топологія робочої групи або централізований сервер
У домашніх та малих офісних мережах часто використовується децентралізований підхід, коли кожен користувач може надавати свої локальні папки та принтери для спільного використання. Цей підхід іноді називають топологією робочої групи або одноранговою мережею (peer-to-peer), оскільки один і той самий комп’ютер може використовуватися як клієнт, так і сервер.
У великих корпоративних мережах зазвичай використовується централізований файловий або друкарський сервер, іноді званий парадигмою клієнт-сервер. Клієнтський процес на локальному комп’ютері користувача ініціює зв’язок, тоді як серверний процес на віддаленому файловому або друкарському сервері пасивно очікує запитів для початку сеансу зв’язку.
У дуже великих мережах може використовуватися підхід мережі зберігання даних (SAN).
Онлайн-зберігання на сервері за межами локальної мережі наразі є опцією, особливо для домашніх та малих офісних мереж.

## Порівняння з передачею файлів
Спільний доступ до файлів не слід плутати з передачею файлів за допомогою протоколу передачі файлів (FTP) або протоколу обміну об’єктами Bluetooth IRDA (OBEX). Спільний доступ передбачає автоматичну синхронізацію інформації про папки щоразу, коли папка змінюється на сервері, і може забезпечувати пошук файлів на стороні сервера, тоді як передача файлів є більш елементарною послугою.
Спільний доступ до файлів зазвичай вважається послугою локальної мережі (LAN), тоді як FTP є послугою Інтернету.
Спільний доступ до файлів є прозорим для користувача, ніби це ресурс у локальній файловій системі, і підтримує багатокористувацьке середовище. Це включає контроль одночасного доступу або блокування віддаленого файлу під час його редагування користувачем, а також дозволи файлової системи.

## Порівняння з синхронізацією файлів
Спільний доступ до файлів включає, але не слід плутати з синхронізацією файлів та іншою синхронізацією інформації. Інтернет-орієнтована синхронізація інформації може, наприклад, використовувати мову SyncML. Спільний доступ до файлів базується на надсиланні інформації про папки з боку сервера і зазвичай використовується через постійне інтернет-з’єднання. Синхронізація файлів дозволяє користувачу бути офлайн час від часу і зазвичай базується на агентському програмному забезпеченні, яке опитує синхронізовані машини при повторному підключенні, а іноді й періодично з певним інтервалом часу, щоб виявити відмінності. Сучасні операційні системи часто включають локальний кеш віддалених файлів, що дозволяє доступ до них в автономному режимі та синхронізацію при повторному підключенні.

## Історія
Першою міжнародною гетерогенною мережею для спільного використання ресурсів було з’єднання ARPANET з ранніми британськими академічними мережами через кафедру комп’ютерних наук Університетського коледжу Лондона (UCL) у 1973 році.